# Vad dina ögon såg – Berättelsen om hur Ester och Leon överlevde
Vad dina ögon såg – Berättelsen om hur Ester och Leon överlevde är en bok skriven av journalisten Snezana Bozinovska om förintelseöverlevarna Ester och Leon Rytz.   

## Om Ester och Leon Rytz
Ester (1927–2023) och Leon Rytz (1927–2023) var båda födda 1927 och bodde i Polen vid tiden för andra världskriget och Nazitysklands ockupation av Polen och drabbades svårt av förföljelsen mot judar. Ester och Leon räddades från olika läger och kom på olika vägar till Sverige, där de möttes och startade ett nytt liv. Under många år undvek de att beröra det förflutna, men ett barnbarn ville veta vad som hänt och fick dem att berätta.   
Leon Rytz bodde i Warszawa, och deporterades hösten 1940 tillsammans med sin familj till det då nyetablerade Warszawas getto. År 1942 deporterades han till Majdanek och därefter till Treblinka. Han lyckades som en av få fly från lägret och anslöt sig till en grupp partisaner, men fick senare fly även från dem, och passerade sedan ett antal koncentrations- och arbetsläger. Strax efter kriget hamnade han tillsammans med många andra befriade fångar på en förläggning mellan Hamburg och Lübeck. Han träffade där en svensk sjuksköterska som smugglade med honom på en av de vita båtarna som anlände till Helsingborg. Genom insatser av Jewish Agency fick Leon Rytz arbete inom lantbruket i Skåne, och flyttade sedan till Borås där han kom att arbeta i textilindustrin.
Ester Rytz och hennes familj deporterades till Lodz getto, där de tvingades bo sexton personer i en liten lägenhet. Tillsammans med två syskon och en svåger deporterades hon senare till Auschwitz, därefter till ett arbetsläger och hamnade sedan i Bergen-Belsen. När engelsmännen befriade lägret i april 1945 var Ester Rytz nästan döende. Hon hamnade i Lübeck där hon togs emot av Röda Korset, och bars om bord på fartyget "Rönnskär". Hon anlände till Malmö den 11 juli 1945. Efter ett antal veckor i karantän förflyttades Ester till Uddevalla där hon började arbeta som sömmerska, och flyttade senare till Borås.
Paret kom att mötas i Borås och skapade sig en ny tillvaro fast beslutna att integreras i det nya landet, utan att göra avkall på sin integritet. Under många år undvek de att beröra det förflutna, men ett barnbarn ville veta vad som hänt och fick dem att berätta.
Ester Rytz avled i november 2023 i en ålder av 95 år. Leon Rytz avled i maj 2023 i en ålder av 96 år.

## Om boken
Recensenten Gunilla Kindstrand skriver att boken skapar ett nytt och verkningsfullt förståelserum, där både känsla och reflektion, individ och samhälle, etik och moral får plats. Livet i Borås blir en sorts ledmotiv i den senare delen av boken där lokalsamhället tar vid som en spelplats för ett världsdrama. Paret Rytz inte bara överlever, de lever intensivt och tillhör dem som bygger upp det moderna Sverige.

## Utgåva
- Bozinovska, Snezana (2021). Vad dina ögon såg: berättelsen om hur Ester och Leon överlevde. Stockholm: Norstedts. Libris bp6p1pjm88qmt6jv. ISBN 9789113109466